# Гюлели
Гюлели (на македонска литературна норма: Ѓулели) е село в община Валандово, Северна Македония.

## География
Селото е разположено в южното подножие на планината Плавуш.

## История
В края на XIX век Гюлели е изцяло турско село в Дойранска каза на Османската империя. Според статистиката на Васил Кънчов („Македония. Етнография и статистика“) от 1900 година, Гьолели има 100 жители, всички турци.